# الأثر البيئي للنقل

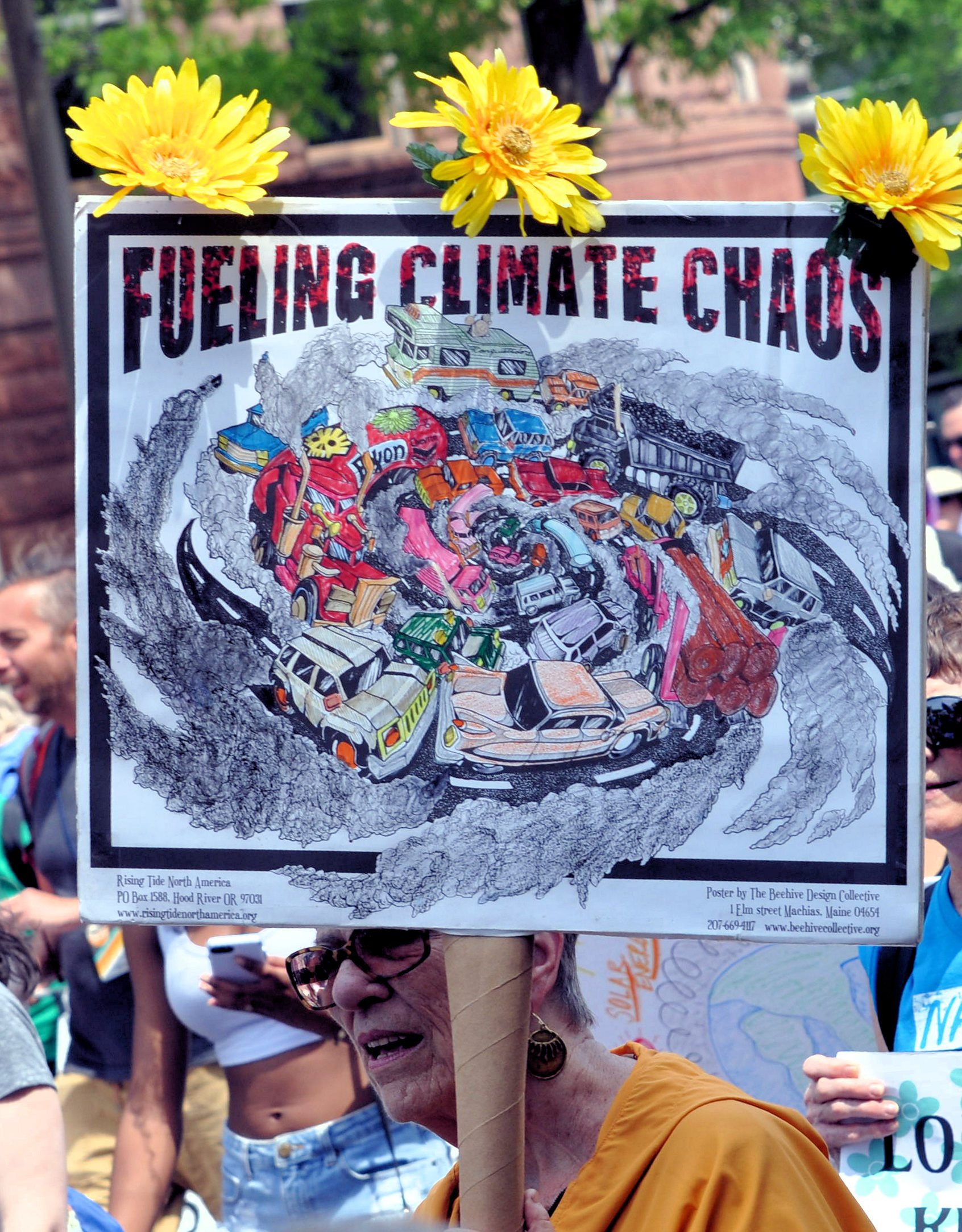
لافتة ضد الوقود العضوي في مسيرة المناخ (2017).

يُعد تأثير النقل والمواصلات على البيئة موضوعًا بالغ الأهمية؛ لأن النقل هو المُستخدِم الرئيس للطاقة، ويحرق معظم البترول الذي ينتجه العالم في الجو. يؤدي ذلك إلى تلوّث الهواء، بما في ذلك (أكاسيد النيتروس) والجسيمات الناتجة عن عملية الاحتراق، إذ يُساهم عبر ما يبعثه من غاز ثاني أكسيد الكربون في ظاهرة الاحتباس الحراري العالمي. قد تكون أكثر قطاعات النقل مساهمةً في الاحتباس الحراري العالمي هي النقل البري.
أدّت اللوائح البيئية في البلدان المتقدمة إلى الحد من انبعاثات المركبات الفردية، غير أنها قد قُوبلت بزيادة في عدد المركبات، بالإضافة إلى زيادة استخدام كل مركبة وهذا ما يُعرف باسم «مفارقة جيوفنز» أو تأثير جيوفنز. دُرست بعض المسارات بشكل كبير بغية الحدّ من انبعاثات الكربون في المركبات الطرقية. يختلف استخدام الطاقة والانبعاثات تبعًا للأساليب، الأمر الذي يدفع مناصري البيئة للدعوة للانتقال من النقل الجوّي والبرّي، إلى النقل بالسكك الحديدية والطاقة البشريّة، والعمل على زيادة وسائل النقل العاملة بالكهرباء، وتحسين كفاءة الطاقة.
يُعتبر قطاع النقل المصدر الرئيس لانبعاثات الغازات الدفيئة (جي إتش جي) في الولايات المتحدة. إذ تشير التقارير إلى أن ثلاثين بالمئة من الغازات الدفيئة الوطنية يعود سببها بشكل مباشر للنقل، إذ تكون هذه النسبة أعلى بين منطقة وأخرى. تُمثّل وسائل النقل في الولايات المتحدة نحو 47% من إجمالي الانبعاثات في البلاد منذ عام 1990، لذا فهي المُساهم الأكبر في تلك الانبعاثات.
تشمل الآثار البيئية الأخرى لأنظمة النقل كلًا من الازدحام المروري، وشق طرق المركبات نحو مناطق الاتساع العمراني التي من شأنها استهلاك الأراضي الزراعية والموائِل الطبيعية -حيث تعيش أصناف محددة من الحيوانات والنباتات- وإتلافها، وإذا ما خُفضت الانبعاثات الناتجة عن النقل على الصعيد العالمي، فإنه من المتوقّع أن تنعكس آثاره بشكل إيجابي على نوعيّة الهواء على الأرض، والأمطار الحامضيّة، والضباب الدخاني وبالطبع على التغيّر المناخي.
يبعث الأثر الصحيّ لانبعاثات النقل على القلق، إذ ربطت دراسة احصائيّة أُجريت مؤخرًا حول تأثير الانبعاثات المرورية على نتائج الحمل لدى النساء، تٌظهر فيها الأثر الضار للانبعاثات على فترة الحمل، وعلى النمو داخل الرحم ربما.
كما وردَ أعلاه، فإن الآثار المباشرة للتلوّث السمعي (الضوضائي) والتلوّث الناتج عن انبعاثات أحادي أكسيد الكربون، من شأنها أن تُحدث آثارًا مباشرة ضارة على البيئة، بالإضافة إلى الآثار غير المباشرة. غالبًا ما تكون عواقب الآثار غير المباشرة هي الأعلى، ما يؤدي إلى اعتقاد خاطئ بأنها عكس ذلك؛ لأنه كثيرًا ما يُفهم بأن الآثار الأولية هي التي تتسبب بأشد الأضرار. فعلى سبيل المثال، لا ترتبط الجسيمات الناتجة عن الاحتراق غير الكامل في محرّك الاحتراق الداخلي بمشاكل في الجهاز التنفسي أو القلب والأوعية الدموية؛ لأنها تُسهم في عوامل أخرى لا تقتصر على تلك الحالة المحددة فحسب. وعلى الرغم من أن الآثار البيئية عادة ما تُدرج كلٌ منها على حِدة، ثمة آثار تراكميّة أيضًا. الآثار التشاركية لأنشطة النقل، والتي تأخذ بعين الاعتبار كلًا من الآثار المباشرة وغير المباشرة على النظام البيئي (الإيكولوجي). وما التغيّر المناخي إلا مجموع للأثر الإجمالي لعدة عوامل طبيعية من جهة، وأخرى من صنع الإنسان من جهة أخرى. يعود سبب ما نسبته نحو 15% من الانبعاثات العالمية لغاز ثاني أكسيد الكربون إلى قطاع النقل.

## القِطاعات
يُظهر الجدول التالي مُقارنة للانبعاثات الناتجة عن مختلف قطاعات نقل الرُكّاب في أوروبا:
| الانبعاثات (غرام من الغاز /كم*راكب) | نسبة الركّاب | وسيلة النقل |
| 158                                 | 1.5         | سيارة كبيرة |
| 55                                  | 4           | سيارة كبيرة |
| 68                                  | 12.7        | حافلة       |
| 72                                  | 1.2         | دراجة نارية |
| 285                                 | 88          | طائرة       |
| 245                                 | –           | سفينة       |
| 104                                 | 1.5         | سيارة صغيرة |
| 42                                  | 4           | سيارة صغيرة |
| 14                                  | 156         | قطار        |

### قِطاع الطيران
تختلف انبعاثات الطيران باختلاف طول الرحلة الجويّة. فبالنسبة لتغطية المسافات الطويلة، تُعد الرحلات الجويّة الأطول هي الاستثمار الأفضل من ناحية تكاليف الطاقة العالية اللازمة للإقلاع والهبوط، مقارنة بتكاليفها في الرحلات القصيرة جدًا، ولكن بطبيعة الحال، فإن طولها سوف يستخدم قدرًا أكبر بكثير من الطاقة. تتراوح انبعاثات غاز ثاني أكسيد الكربون نتيجة النقل الجويّ من 0.24 كلغ لكل راكب في الميل (0.15 كلغ/كلم لكل راكب) للرحلات القصيرة وصولًا لنسبة أقل منها في الرحلات الطويلة والتي سجّلت 0.18 كلغ لكل راكب في الميل (0.11 كلغ/كلم لكل راكب). يثير الباحثون قلقهم إزاء الزيادة العالمية في تنقّلات المجتمع وبشكل متزايد، بما في ذلك السفر الجوّي المتكرر ولمسافات طويلة، وما ينجم عنه من آثار بيئية ومناخيّة، وهذا ما يُهدد وجود المكاسب التي تحققت في كفاءة الطائرات وعملياتها. أثار عالم المناخ «كيفن أندرسون» القلق بشأن أثر النقل الجوي المتزايد على المناخ في ورقة بحثيّة وعرض تقديمي عام 2008. وأشار إلى أنه حتى مع انخفاض معدل الزيادة السنوية في السفر الجوي للركاب في المملكة المتحدة بالإضافة لعمل الحكومة في تخفيض انبعاثات الغاز المستهدفة في قطاعات أخرى من استخدام الطاقة، فمع حلول عام 2030 ستكون الرحلات الجويّة هي المُسبب لنحو 70% من انبعاثات ثاني أكسيد الكربون المسموحة.
الأسوأ من ذلك هو أن انبعاثات الطائرات في الارتفاعات الموجودة ضمن طبقة الستراتوسفير تُساهم في التأثير الإشعاعي بشكل أكبر مما تسهِم به الانبعاثات على سطح البحر؛ نظرًا لوجود تأثيرات العديد من الغازات الدفيئة في الانبعاثات باستثناء ثاني أكسيد الكربون. تشمل غازات الدفيئة الأخرى غاز الميثان (CH4)، أكاسيد النيتروجين (NOx) التي تؤدي إلى الأوزون وبخار الماء. عمومًا، بلغت نسبة التأثير الإشعاعي الناجم عن الطيران في 2005 نحو 4.9% من إجمالي التأثيرات الإشعاعية التي يُسببها الإنسان على التوازن الحراري للأرض.

### قِطاع النقل البرّي

#### السيارات
يحتوي البنزين الخالي من الرصاص على (8.91 كلغ) من ثاني أكسيد الكربون، في حين يحتوي الديزل على (10.15 كلغ) منه لكل غالون، تُهمل الاتفاقات الدوليّة انبعاثات ثاني أكسيد الكربون الناتجة عن الإيثانول، لكن رغم ذلك، يُعتبر البنزين الحاوي على 10% من الإيثانول مُنتجًا لنحو (8.02 كلغ) من ثاني أكسيد الكربون للغالون الواحد. كان متوسط اقتصاد الوقود للمركبات الجديدة ذات الاستعمال الخفيف التي بيعت في الولايات المتحدة من عام 2017 النموذجي نحو (24.9 ميل لكل غالون) ما يُعطي نحو (0.36 كلغ) لكل ميل. يُستخدم نموذج MOBILE 6.2 التابع لوزارة النقل، والذي تستخدمه الحكومات الإقليمية لنمذجة جودة الهواء، متوسط قافلة سيارات (جميع السيارات القديمة والجديدة) بمقدار (20.3) ميل في الغالون ما يعطي حوالي (0.44 كلغ) من ثاني أكسيد الكربون لكل ميل.
في أوروبا، فرضت المفوضية الأوروبية على جميع السيارات الجديدة المسُجّلة ألّا تُصدر أكثر من (0.130 كلغ CO2/ كلم) من ثاني أكسيد الكربون للكيلومتر الواحد، وذلك اعتبارًا من عام 2015، الهدف وراء ذلك كله هو أن يبلغ متوسط ما تبعثه جميع السيارات (0.095  كلغ CO2/ كلم) من ثاني أكسيد الكربون للكيلومتر الواحد بحلول عام 2021.

#### الحافلات
في المتوسط، تبعث حافلات النقل الداخلي نحو (0.3 كلغ) من ثاني أكسيد الكربون لكل راكب في الميل، ما يُعادل (0.18 كلغ/ كلم  لكل راكب)، وتبعث الرحلات الطويلة التي تتجاوز 20 ميلًا و32 ميلًا ما يُقارب (0.08  كلغ) من ثاني أكسيد الكربون، أي ما يُعادل (0.05 كلغ/ كلم  لكل راكب). نظرًا لاختلاف ظروف النقل والمواصلات، تُضيف بعض حسابات الكربون نسبة 10% إلى مُجمل مسافة الرحلة للأخذ بعين الاعتبار حساب الاختناقات المرورية المحتملة، والمُنعطفات، والتوقفات الطارئة التي قد تنشأ نتيجة أعمال الحفريات.

#### السكك الحديدية
في المتوسط، تبعث قطارات السكك الحديدية ومترو الأنفاق نحو (0.17 كلغ) من ثاني أكسيد الكربون لكل راكب في الميل، ما يُعادل (0.11 كلغ/ كلم  لكل راكب)، وتبعث رحلات القطارات الطويلة التي تتجاوز 20 ميلًا و32 ميلًا ما يُقارب (0.19 كلغ) من ثاني أكسيد الكربون، ما يُعادل (0.12 كلغ/ كلم  لكل راكب). ونظرًا لاختلاف ظروف النقل والظروف التي قد تنشأ، تُضيف بعض حسابات الكربون بإضافة نسبة 10% إلى مُجمل مسافة الرحلة للأخذ بعين الاعتبار محطات توقف القطار والمُنعطفات. بشكل عام، تُعد المحركات الكهربائية أكثر كفاءة من محركات الاحتراق الداخلي حتى عند حساب خسائر الحركة.